# La Hulpe
La Hulpe (néerlandais : Terhulpen, wallon : L'Elpe) est une commune francophone de Belgique située en Région wallonne dans la province du Brabant wallon, à une vingtaine de kilomètres au sud du centre de Bruxelles.
Située en bordure de la forêt de Soignes, elle est arrosée par la rivière l'Argentine, dont les eaux alimentent les étangs du parc Solvay ainsi que le lac de Genval, quelques kilomètres plus loin. La commune contient le hameau de Gaillemarde.
Entourée des communes de Lasne, Rixensart (Genval), Waterloo, Overijse et Hoeilaart, on l’appelle souvent « La Porte des Ardennes brabançonnes ».

## Toponymie
Le nom de La Hulpe viendrait du mot celtique « helpe » qui veut dire « la rivière d'argent ». Les ruisseaux qui arrosent La Hulpe forment une chaîne d'étangs qui s'appelle aujourd'hui[Quand ?] l'Argentine.

## Géographie

### Communes limitrophes
|          | Hoeilaart |           |
| Waterloo | La Hulpe  | Overijse  |
| Lasne    |           | Rixensart |

### Géologie et relief
- Superficie : 1 556 ha (dont les deux tiers en zone verte et de parc).
- Altitude moyenne : 74 mètres

### Voies de communication et transports
Longueur de la voirie appartenant à :
- Région wallonne : 3 912 m ;
- Eaux et Forêts : 2 800 m ;
- Province : 3 020 m ;
- Commune : 30 948 m.

## Population et société

### Démographie
- Source : DGS, de 1831 à 1981 = recensements population ; à partir de 1990 = nombre d'habitants chaque 1er janvier.

## Histoire

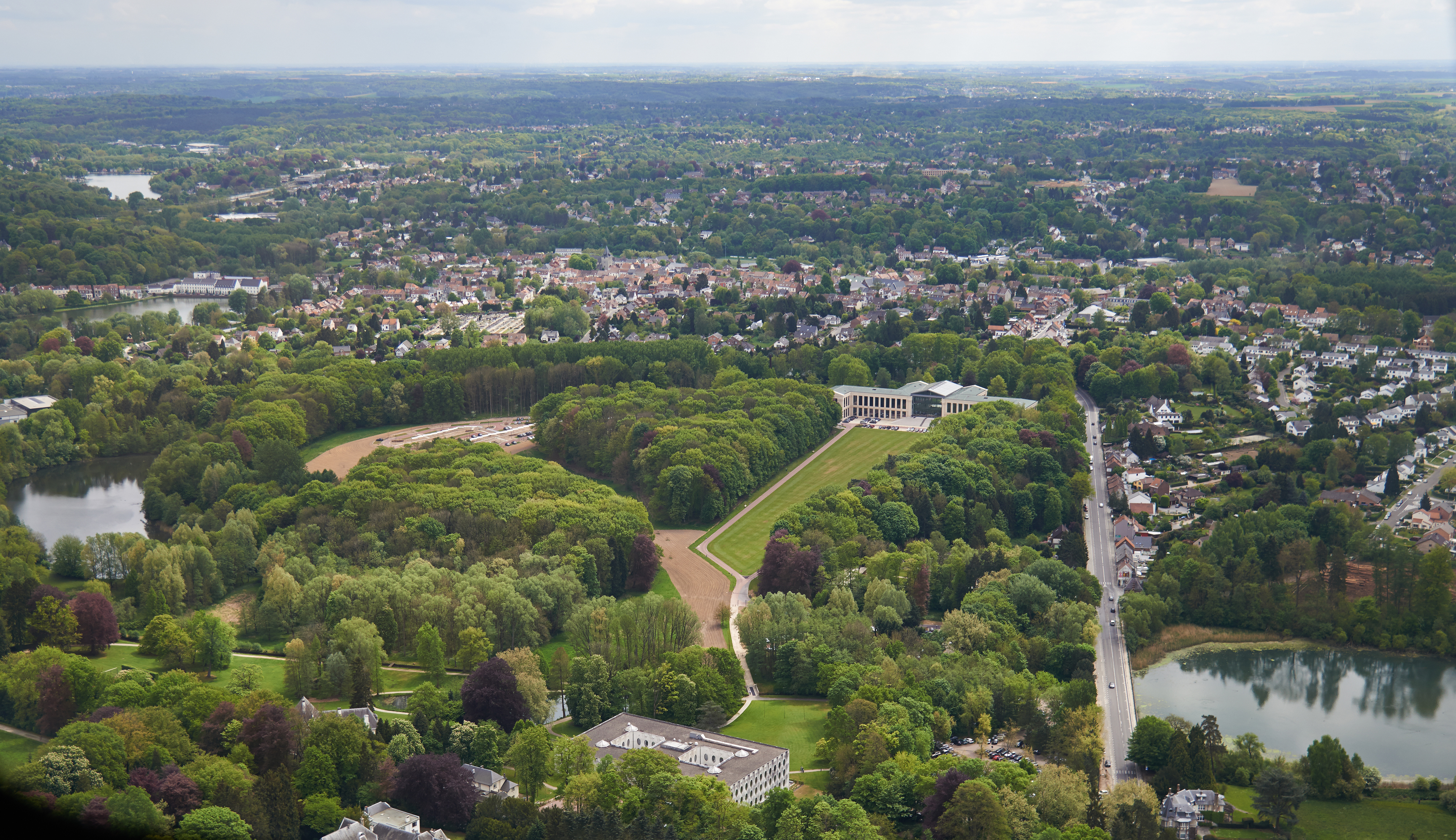
Vue aérienne.

Le site était déjà occupé 10 000 ans av. J.-C., comme le prouve une hache en silex lisse trouvée à Gaillemarde. Le village a été fondé par le duc de Brabant en dégageant une colline séparant les vallées de l'Argentine et de la Mazerine. La Hulpe a obtenu ses droits municipaux par une charte signée par Henri Ier de Brabant le 3 juin 1320. Elle est devenue une mairie, où la justice inférieure et supérieure était exercée, et a gardé son statut jusqu'en 1792. Le pilori situé près de l'église a été démoli sous le régime française ; il a été partiellement restauré et peut être vu dans la maison communale. De 1795 à 1814, La Hulpe a été le siège d'un tribunal ayant compétence sur une dizaine de communes voisines, dans une zone s'étendant d'Overijse à Waterloo. Après l'indépendance de la Belgique, La Hulpe a perdu ses fonctions administratives et politiques et a été incorporée dans le canton de Wavre.
L'église de La Hulpe est déjà mentionnée dans un document daté de 1226. Elle est montrée sur la plus ancienne représentation de La Hulpe, une tapisserie de Bruxelles de la suite Les Chasses de Maximilien conservée au Musée du Louvre, montrant une chasse scène emblématique d'un mois au temps de Charles Quint. L'église, à l'exception de la tour et de la nef centrale, a été profondément transformée, en 1906. Le Mémorial du Roi Baudouin a été construit derrière l'église, près du chêne commémorant le centenaire de la Belgique.
Depuis trois siècles, l'économie de La Hulpe est portée par l'industrie papetière, favorisée par la proximité de Bruxelles et la disponibilité d'eau pure. La première papeterie a été installée sur le Grand Étang. En 1664, le roi d'Espagne Philippe IV autorise la fondation de la « Manufacture impériale et royale de papier » à La Hulpe. L'industrie papetière a été supprimée en 1970.

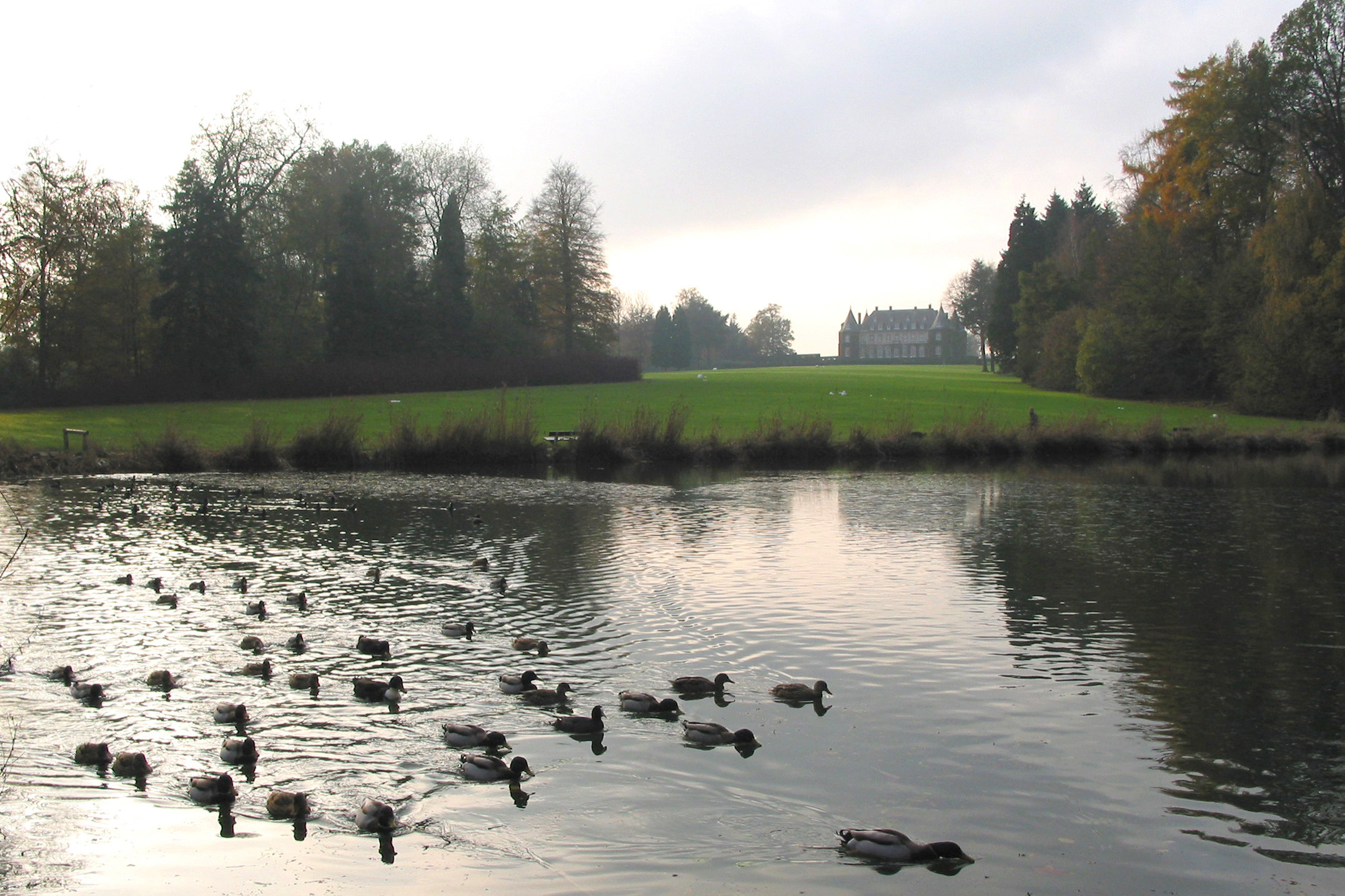
Domaine Solvay.

Le château de La Hulpe, construit à la française en 1842, a été acheté par le comte Ernest Solvay en 1893 et transféré à l'État belge par son petit-fils, Ernest-John Solvay, en 1968. Il est entouré d'un domaine de 227 ha avec des pâturages, bois et étangs, dénommé Domaine Solvay. Le château et le domaine sont aujourd'hui[Quand ?] gérés par la Région wallonne et l'association Domaine Solvay. Le domaine est protégé pour sa valeur esthétique par l'arrêté royal du 10 juin 1963, puis inscrit sur la liste principale du patrimoine wallon en 1993, et finalement inscrit comme site Natura 2000. En 1988, le film Le Maître de musique de Gérard Corbiau, avec José Van Dam, a été tourné dans le château et le parc de La Hulpe.
La ferme du château, construite en 1833, est le siège de la Fondation Folon, inaugurée le 27 octobre 2000. Jean-Michel Folon (1934-2005) est surtout connu comme l'un des illustrateurs et créateurs d'affiches les plus populaires de la seconde moitié du XXe siècle. Dans les années 1990, Folon a décidé de créer une fondation dans le domaine Solvay, un endroit où il jouait quand il était jeune. Il a transféré à la fondation plus de 300 de ses œuvres et organisé leur présentation scénographique dans 15 salles de l'ancienne ferme. La fondation a accueilli 80 000 visiteurs au cours de sa première année d'existence.

## Héraldique
|  | La commune possède des armoiries qui lui ont été octroyées le 30 janvier 1913, blasonné : De sinople à trois croissants d'argent. Saint-Nicolas a été ajouté le 16 juin 1914. Elles sont basées sur le sceau de la vieille ville de 1496. L'origine des croissants n'est pas connue. Mais elle pourrait provenir de l'ancienne pierre tombale aux trois croissants de Charles Bailly de l'église (voir Armoiries de la famille (Le) Bailli de Tileghem) même si les couleurs sont différentes. Blasonnement : De sinople à trois croissants d'argent, l'écu accosté d'un Saint-Nicolas bénissant trois enfants dans un cuvier, le tout d'argent. Source du blasonnement : Heraldry of the World. |

## Politique et administration

### Conseil et collège communal 2024-2030
| Collège communal  |                   |                           |
| ----------------- | ----------------- | ------------------------- |
| Bourgmestre       | Xavier Verhaeghe  | MR - Liste du Bourgmestre |
| 1er Échevin       | Thibaut Boudart   | MR - Liste du Bourgmestre |
| 2e Échevine       | Josiane Fransen   | Liste du Bourgmestre      |
| 3e Échevin        | Patrick Van Damme | MR - Liste du Bourgmestre |
| 4e Échevine       | Manoëlle Devreux  | Liste du Bourgmestre      |
| Président du CPAS | Olivier Lambelin  | Liste du Bourgmestre      |

## Patrimoine et culture

### Patrimoine architectural et sites

#### La forêt de Soignes

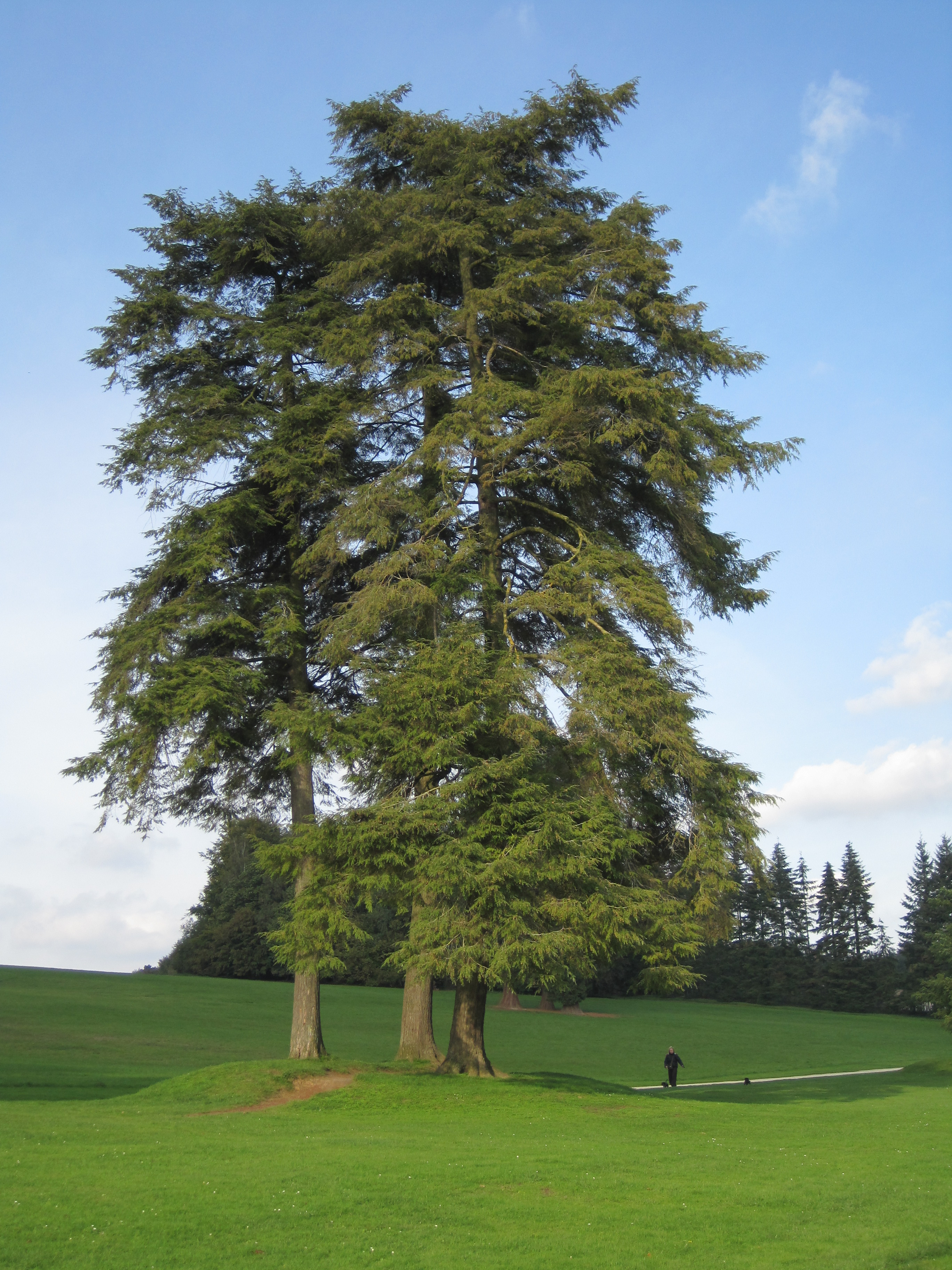
Le parc du domaine Solvay et ses arbres remarquables.

La forêt de Soignes, ancienne propriété domaniale de l’État est, depuis la régionalisation en 1984, gérée par les pouvoirs régionaux.
La superficie wallonne de cette hêtraie est de 300 hectares, situés entièrement sur le territoire de La Hulpe. L'ancien domaine Solvay, aujourd'hui[Quand ?] propriété de la Région wallonne, est une extension de la forêt et recense quelques arbres remarquables.

#### Le domaine Solvay
Anciennement propriété du marquis de Béthune-Hesdigneul, le domaine est vendu à la famille de Roest d'Alkemade ; il est ensuite revendu en 1893 à l'industriel Ernest Solvay et cédé à l’État belge en 1968 par son petit-fils Ernest-John Solvay.
Le domaine est composé d'un château construit en 1842 suivant les plans des architectes Jean Jacques Nicolas Arveuf-Fransquin (1802-1876) et Jean-François Coppens, remanié par l’architecte D. Renier, et d'un parc arboré de 220 hectares, qui est entièrement accessible au public depuis son rachat par la Région wallonne.
L'ancienne ferme du château conçue par l'architecte Jean-Pierre Cluysenaar a été restaurée et accueille aujourd'hui[Quand ?] la Fondation Folon qui abrite les œuvres du peintre brabançon Jean-Michel Folon.
Le château sert aujourd'hui[Quand ?] de salle de conférence et accueille parfois les réunions de certains ministres belges.

Vues de La Hulpe
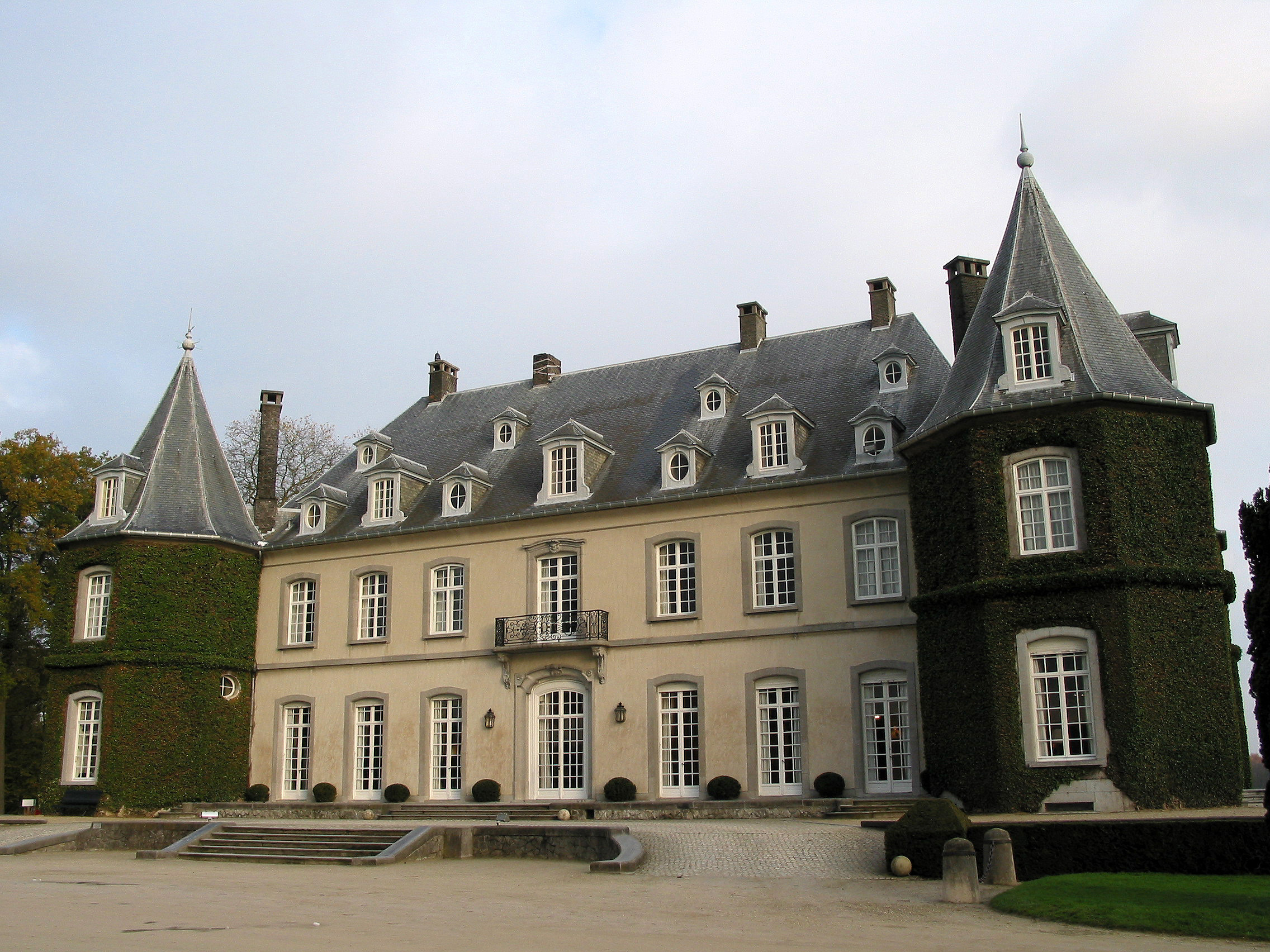
Le château (1842), côté ouest.
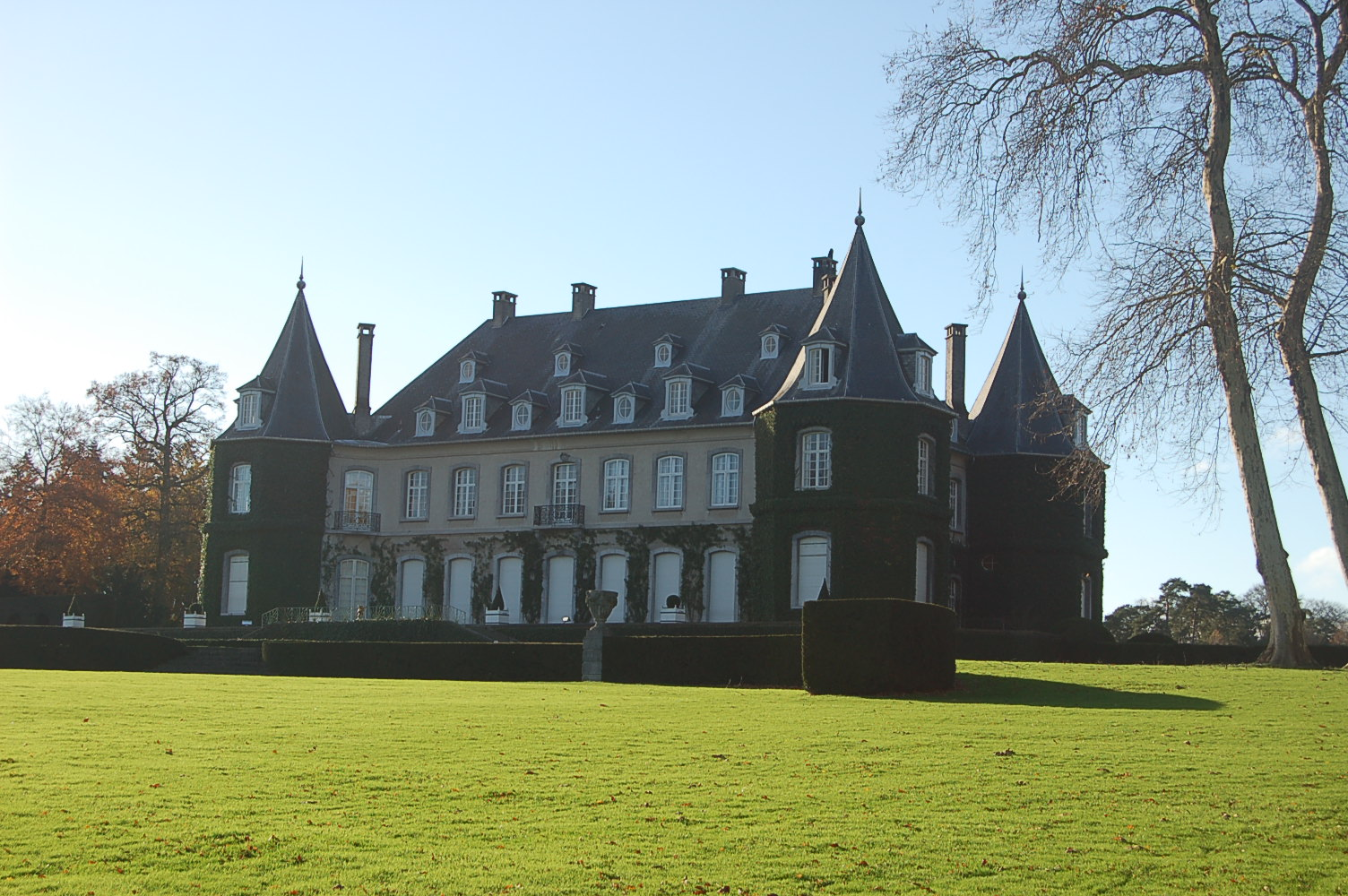
Le château, côté est.
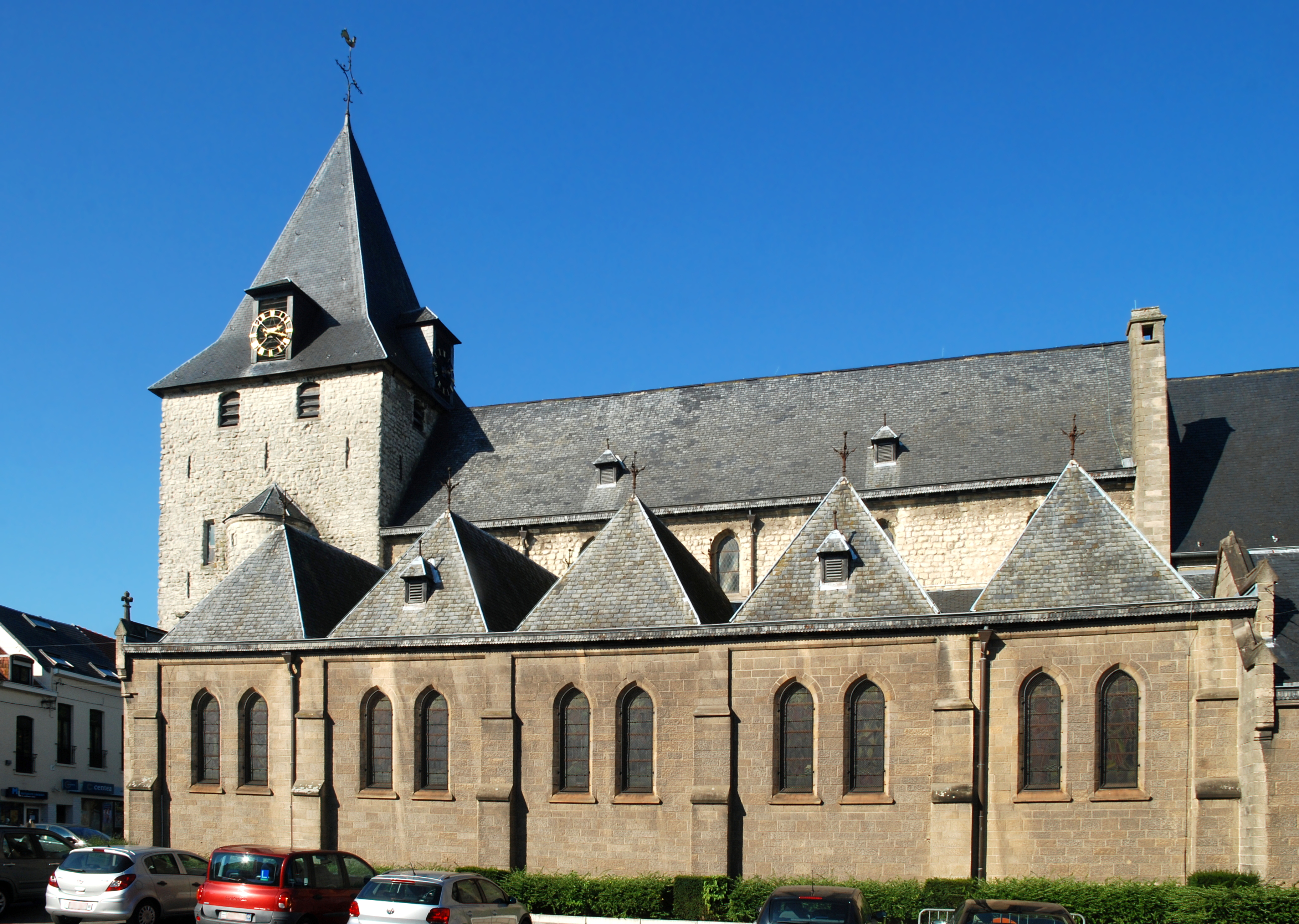
L'église Saint-Nicolas.
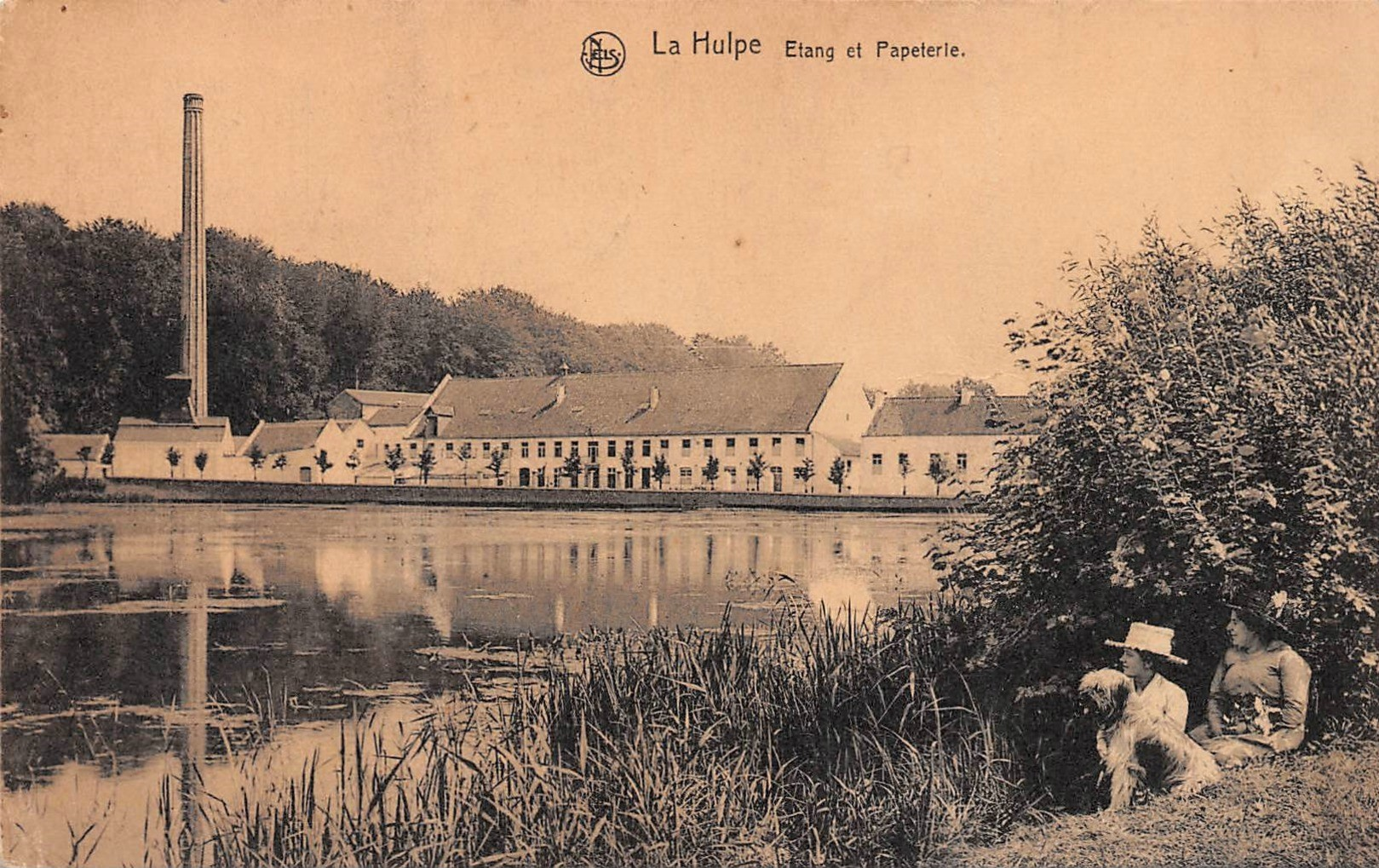
L'étang et la papeterie de La Hulpe vers 1900.

#### L'église Saint-Nicolas
C'est une église d'origine romane.

#### Les anciennes Papeteries de La Hulpe
Bâtiment imposant en face d'un étang bien indispensable à la fabrication de papier. Très anciennes fondées sous Charles II, elles ont fait partie du groupe Intermills, puis du groupe Champion international avant de s'arrêter. La « chimère » avec la mention La Hulpe était le filigrane symbole de la qualité de certaines de leurs productions.

## Enseignement
- École provinciale horticole de La Hulpe où se trouve l'Académie de musique.
- Collège Alix Leclerc, une école d'enseignement général, technique et professionnel.
- École communale « Les Colibris » (maternelles et primaires).
- École fondamentale libre « Notre-Dame ».
- École fondamentale libre « Saint-Léon ».
- École maternelle « Les lutins ».

## Économie

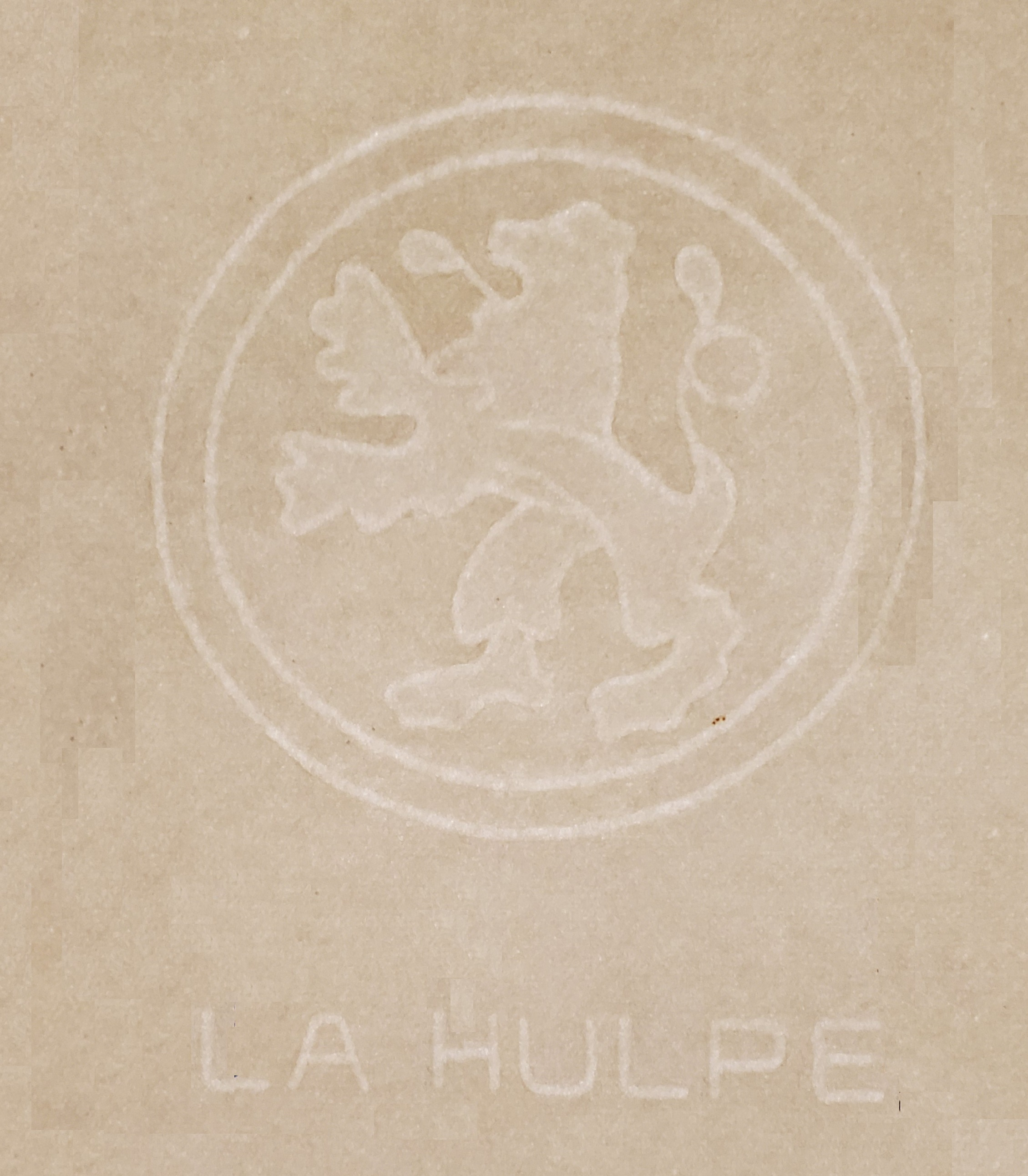
Filigrane de la papeterie.

En 1664, Philippe IV autorise la création de la « Manufacture Impériale et Royale du Papier » à La Hulpe.
Daniel-Patrice Hennessy, papetier bruxellois, commissaire de la société générale pour l'encouragement de l'industrie nationale de Belgique, nommé en 1830 par Ferdinand de Meeûs, obtint une reconnaissance de noblesse sur justification en Irlande du roi Léopold Ier en 1845 ; il dirigea les papeteries de La Hulpe.  Il devint un directeur des Musées royaux de Bruxelles.
Le talent, monnaie locale en circulation depuis 2016 à Ottignies-Louvain-la-Neuve, Court-Saint-Étienne, Genappe, La Hulpe et Villers-la-Ville.
C'est à La Hulpe que se trouve le siège de la société coopérative SWIFT, fondée en 1973. Cette organisation est détenue et contrôlée par ses adhérents, parmi lesquels se trouvent les plus grosses banques mondiales. Au travers du réseau interbancaires SWIFT, de très nombreux services sont offerts, qui rendent SWIFT difficilement contournable pour les échanges internationaux.

### Santé
- Croix-Rouge (maison de La Hulpe).
- CMS (Centre Médical Spécialisée) de La Hulpe.
- ACS (Amical des corps de sauvetage) de La Hulpe[4].

## Personnalités liées à la commune
- Jean-Baptiste Capronnier (1814-1891) : ce maître-verrier a réalisé en 1868 les vitraux du chœur de l'église romane de La Hulpe; certains ont été restaurés voire agrandis vers 1910 par ses collègues tournaisiens Arthur et Camille Wybo (1878-1937).
- Camille Lemonnier (1844-1913) : écrivain propriétaire d'une maison de campagne à La Hulpe, sur l'emplacement de laquelle a été construite l'École d'horticulture ;
- Léandre Grandmoulin (1873-1957) : sculpteur né à La Hulpe ;
- Baron Pierre de Caters (1875-1944), le premier aviateur belge a vécu dans la propriété qu'on appelle  Domaine de Nysdam;
- Paul Cauchie (1875-1952) :  architecte, peintre et décorateur ayant vécu sa jeunesse à La Hulpe ;
- Carl Sternheim, (1878-1942) : auteur allemand, habita de 1912 à 1918 la Villa Clairecolline;
- Pierre Broodcoorens (1885-1924) : écrivain mort à La Hulpe où il possédait une maison ;
- Toots Thielemans (1922-2016) : musicien de jazz ayant vécu et enterré à La Hulpe, un petit musée, l'Espace Toots, lui est consacré rue des Combattants près de la Maison communale ;
- Paul Van Melle (1926-2017) : poète et éditeur ayant vécu et mort à La Hulpe ;
- Jean-Michel Folon (1934-2005) : artiste ayant son musée dans le domaine du Château de La Hulpe ;
- Alexis Dormal (1977-) : dessinateur et coloriste de bande dessinée y habite.
- Willy Maltaite dit Will a repris la bande dessinée Tif et Tondu et y a créé le personnage Monsieur Choc (personnage méchant et mystérieux à la tête perpétuellement entourée d'un masque de métal qui se disait le génie du mal). Une statue de Monsieur Choc a été installée au centre d'un rond-point de l'avenue Reine Astrid. Il est décédé à La Hulpe
- Marie Kremer (° en 1982), actrice qui vécut à La Hulpe.
- Dr. Patrick Hunout, fondateur de la Social Capital Foundation.

## Source
- (en) Cet article est partiellement ou en totalité issu de l’article de Wikipédia en anglais intitulé « La Hulpe » (voir la liste des auteurs).